# Silhouette (cinéma)
Pour les articles homonymes, voir Silhouette.
Une silhouette, dans les métiers du cinéma et de la télévision, est un terme parfois rencontré pour désigner un tout petit rôle visible, par opposition au figurant qui se fond dans le décor.
Il est assuré par un figurant expérimenté ou un acteur.
Silhouettes et figurants sont exclus de la définition d'artistes-interprètes car ils sont considérés comme acteurs de complément même lorsqu'ils sont amenés « à réciter ou à chanter collectivement un texte connu » (on parle alors de « silhouette parlante »).

## Exemples typiques de silhouettes
- Le réceptionniste à l'hôtel
- La serveuse ou le garçon de café
- Le livreur
- Le commerçant
- Le témoin d'un fait divers
- Le juré dans un tribunal
- Le prêtre dans une scène d'enterrement
- Les collègues de travail
- etc.